# Gianmaria Bruni
Gianmaria "Gimmi" Bruni (Rome, 30 mei 1981) is een Italiaanse racecoureur die in 2004 reed in de Formule 1 met het team van Minardi. Hij racete in de GP2 Series in 2005 en 2006, hij wist in totaal 3 races te winnen. Tegenwoordig rijdt Gianmaria in de ALMS en FIA GT.

## GP2 resultaten
- Races vetgedrukt betekent pole positie, Races cursief betekent snelste ronde

| Jaar | Inschrijving      | 1         | 2         | 3         | 4          | 5          | 6          | 7          | 8          | 9          | 10         | 11         | 12         | 13         | 14         | 15        | 16         | 17        | 18         | 19         | 20         | 21         | 22         | 23         | Rang | Punten |
| ---- | ----------------- | --------- | --------- | --------- | ---------- | ---------- | ---------- | ---------- | ---------- | ---------- | ---------- | ---------- | ---------- | ---------- | ---------- | --------- | ---------- | --------- | ---------- | ---------- | ---------- | ---------- | ---------- | ---------- | ---- | ------ |
| 2005 | Coloni Motorsport | SMR FEA 4 | SMR SPR 4 | ESP FEA 1 | ESP SPR NF | MON FEA 2  | EUR FEA 8  | EUR SPR NF | FRA FEA 18 | FRA SPR 11 | GBR FEA 7  | GBR SPR 11 | GER FEA NC | GER FEA 14 | HUN FEA 10 | HUN SPR 8 | TUR FEA NF | TUR SPR 9 | ITA FEA    | ITA SPR    |            |            |            |            | 10   | 35     |
| 2005 | Durango           |           |           |           |            |            |            |            |            |            |            |            |            |            |            |           |            |           |            |            | BEL FEA NF | BEL SPR 16 | BHR FEA NF | BHR SPR 14 |      |        |
| 2006 | Trident Racing    | VAL FEA 6 | VAL SPR 5 | SMR FEA 1 | SMR SPR NF | EUR FEA NF | EUR SPR 16 | ESP FEA NF | ESP SPR 17 | MON FEA NF | GBR FEA NF | GBR SPR 15 | FRA FEA NF | FRA SPR NF | GER FEA 1  | GER FEA 6 | HUN FEA NF | HUN SPR 8 | TUR FEA NF | TUR SPR 15 | ITA FEA NF | ITA SPR 9  |            |            | 7    | 33     |